# 孙宏云
孙宏云（1969年9月—），安徽庐江人，中山大学历史系教授。

## 生平
1991年本科毕业于安徽师范大学历史系，1994年于南开大学获硕士学位，同年入职中山大学马克思主义理论教学部。1998年调入中山大学历史学系工作，2004年于中山大学获博士学位，师从桑兵教授。现任中山大学历史学系教授，博士生导师。

## 学术贡献
主要从事学科史、中国近现代政治人物与政治思想史、中日关系史等研究工作。主持教育部哲学社会科学研究重大课题攻关项目子课题、国家社科基金项目、教育部新世纪优秀人才支持项目等项目多项，发表论文40余篇。博士论文《清华政治学系与中国政治学（1926-1937）》获2006年全国优秀博士学位论文提名奖。